# Nothofagus aequilateralis
Nothofagus aequilateralis là một loài thực vật có hoa trong họ Nothofagaceae. Loài này được (Baum.-Bod.) Steenis mô tả khoa học đầu tiên năm 1954.